# Okręgowe ligi polskie w piłce nożnej (1953)
Okręgowe rozgrywki w piłce nożnej w sezonie 1953 odbywały się w 17 okręgach, a ich najwyższym poziomem była klasa A. Zwycięzcy okręgów awansują do III ligi makroregionalnej.
| Poziomy rozgrywkowe w sezonie 1953 | Poziomy rozgrywkowe w sezonie 1953 | Poziomy rozgrywkowe w sezonie 1953 |
| Rozgrywki                          | P                                  | Nazwa                              |
| ---------------------------------- | ---------------------------------- | ---------------------------------- |
| Centralne                          | I                                  | I Liga                             |
| Centralne                          | II                                 | II Liga                            |
| Makroregionalne                    | III                                | III Liga (8 grup)                  |
| Okręgowe (17 okręgów)              | IV                                 | A klasa                            |
| Okręgowe (17 okręgów)              | V                                  | B klasa                            |
| Okręgowe (17 okręgów)              | VI                                 | C klasa                            |
| Okręgowe (17 okręgów)              | VII                                | D klasa                            |

## Rozgrywki okręgowe

### Białostocka klasa A
| Lp.    | Drużyna               | M   | Z  | R | P  | Bramki | Bramki | Różn. | Pkt. | Uwagi                   |
| ------ | --------------------- | --- | -- | - | -- | ------ | ------ | ----- | ---- | ----------------------- |
| 1      | Kolejarz Ełk (B)      | 14  | 11 | 0 | 3  | 51     | 24     | +27   | 22   | Baraże do III ligi      |
| 2      | Gwardia II Białystok  | 14  | 10 | 0 | 4  | 50     | 18     | +32   | 20   |                         |
| 3      | Budowlani Sokółka (B) | 14  | 9  | 2 | 3  | 55     | 27     | +28   | 20   | Baraże do III ligi      |
| 4      | Spójnia Suwałki       | 14  | 9  | 2 | 3  | 29     | 24     | +5    | 20   |                         |
| 5      | Budowlani Suwałki     | 14  | 6  | 0 | 8  | 36     | 30     | +6    | 12   |                         |
| 6      | Ogniwo Białystok      | 14  | 3  | 3 | 8  | 30     | 48     | -18   | 9    |                         |
| 7      | Unia Hajnówka (S)     | 14  | 3  | 0 | 11 | 17     | 52     | -35   | 6    | Spadek do niższej klasy |
| 8      | KS II Ełk (W)         | 14  | 1  | 1 | 12 | 19     | 64     | -45   | 3    | Po sez. wycofana        |
| Tabela | Tabela                | 112 | 52 | 8 | 52 | 287    | 287    |       | 112  |                         |

- Po sezonie grający w III lidze KS Ełk (także rezerwy A klasa) został rozwiązany. W międzyczasie klub zmienił swoją nazwę z GWKS na KS.

### Lubelska klasa A
| Lp.                             | Drużyna                         | M   | Z | R | P | Bramki | Bramki | Różn. | Pkt. | Uwagi              |
| ------------------------------- | ------------------------------- | --- | - | - | - | ------ | ------ | ----- | ---- | ------------------ |
| 1                               | Gwardia Chełm (B)               | 18  |   |   |   | 75     | 18     | +57   | 33   | Baraże do III ligi |
| 2                               | Kolejarz Lublin (B)             | 18  |   |   |   | 37     | 25     | +12   | 26   | Baraże do III ligi |
| 3                               | Unia Zamość                     | 18  |   |   |   | 48     | 33     | +15   | 19   |                    |
| 4                               | Budowlani Puławy                | 17  |   |   |   | 39     | 38     | +1    | 18   |                    |
| 5                               | Spójnia Lubartów                | 17  |   |   |   | 27     | 35     | -8    | 17   |                    |
| 6                               | Kolejarz Chełm                  | 17  |   |   |   | 58     | 47     | +11   | 16   |                    |
| 7                               | Ogniwo Krasnystaw               | 18  |   |   |   | 32     | 45     | -13   | 16   |                    |
| 8                               | Kolejarz Łuków                  | 18  |   |   |   | 38     | 68     | -30   | 11   |                    |
| 9                               | Start Biłgoraj                  | 17  |   |   |   | 24     | 49     | -25   | 10   |                    |
| 10                              | Stal WSK Świdnik                | 18  |   |   |   | 20     | 38     | -18   | 9    |                    |
| TabelaRóżnica w bramkach i pkt. | TabelaRóżnica w bramkach i pkt. | 176 |   |   |   | 398    | 396    |       | 175  |                    |

### Opolska klasa A
| Lp.    | Drużyna                     | M   | Z | R | P | Bramki | Bramki | Różn. | Pkt. | Uwagi                    |
| ------ | --------------------------- | --- | - | - | - | ------ | ------ | ----- | ---- | ------------------------ |
| 1      | Spójnia Unia Kluczbork (B)  | 22  |   |   |   | 54     | 37     | +17   | 32   | Baraż do III ligi        |
| 2      | Unia Racibórz (B) (A)       | 22  |   |   |   | 78     | 23     | +55   | 31   | Baraż, awans do III ligi |
| 3      | Unia Krapkowice             | 22  |   |   |   | 58     | 32     | +26   | 28   |                          |
| 4      | Unia Zdzieszowice           | 22  |   |   |   | 51     | 33     | +18   | 27   |                          |
| 5      | Spójnia Racibórz            | 22  |   |   |   | 50     | 37     | +13   | 26   |                          |
| 6      | Włókniarz Otmęt             | 22  |   |   |   | 46     | 34     | +12   | 25   |                          |
| 7      | Budowlani II Opole          | 22  |   |   |   | 41     | 43     | -2    | 22   |                          |
| 8      | Stal Strzelce Opolskie      | 22  |   |   |   | 44     | 55     | -11   | 22   |                          |
| 9      | Spójnia Grodków             | 22  |   |   |   | 32     | 52     | -20   | 19   |                          |
| 10     | Spójnia Polska Cerekiew (S) | 22  |   |   |   | 34     | 60     | -26   | 15   | Spadek do niższej klasy  |
| 11     | Kolejarz Opole (S)          | 22  |   |   |   | 29     | 70     | -41   | 10   | Spadek do niższej klasy  |
| 12     | Spójnia Prudnik (S)         | 22  |   |   |   | 20     | 62     | -42   | 7    | Spadek do niższej klasy  |
| Tabela | Tabela                      | 264 |   |   |   | 537    | 538    |       | 264  |                          |

- W barażach do III ligi spotkały się zespoły: Spójni-Unii Kluczbork, Unii Racibórz, Stali (Polonii) Świdnica i Budowlanych Ząbkowice Śląskie.

### Warszawska klasa A

#### Grupa II
| Lp.                      | Drużyna                  | M   | Z | R | P | Bramki | Bramki | Różn. | Pkt. | Uwagi                   |
| ------------------------ | ------------------------ | --- | - | - | - | ------ | ------ | ----- | ---- | ----------------------- |
| 1                        | Włókniarz Żyrardów       | 18  |   |   |   | 49     | 25     | +24   | 29   | Baraże do III ligi      |
| 2                        | Stal Ursus               | 18  |   |   |   | 55     | 35     | +20   | 26   | Baraże do III ligi      |
| 3                        | Spójnia Błonie           | 18  |   |   |   | 44     | 34     | +10   | 21   |                         |
| 4                        | LZS Karczew              | 18  |   |   |   | 38     | 44     | -6    | 17   |                         |
| 5                        | Kolejarz Otwock          | 18  |   |   |   | 39     | 34     | +5    | 16   |                         |
| 6                        | Włókniarz Milanówek      | 18  |   |   |   | 36     | 34     | +2    | 16   |                         |
| 7                        | Gwardia Nowy Dwór        | 18  |   |   |   | 29     | 39     | -10   | 16   |                         |
| 8                        | Kolejarz Piaseczno       | 18  |   |   |   | 35     | 59     | -24   | 14   |                         |
| 9                        | Spójnia Rembertów        | 18  |   |   |   | 31     | 41     | -10   | 13   | Spadek do niższej klasy |
| 10                       | Ogniwo Płock             | 18  |   |   |   | 28     | 47     | -19   | 12   | Spadek do niższej klasy |
| TabelaRóżnica w bramkach | TabelaRóżnica w bramkach | 180 |   |   |   | 384    | 392    |       | 180  |                         |

### Zielonogórska klasa A
| Lp.    | Drużyna                      | M   | Z | R | P | Bramki | Bramki | Różn. | Pkt. | Uwagi                   |
| ------ | ---------------------------- | --- | - | - | - | ------ | ------ | ----- | ---- | ----------------------- |
| 1      | Stal Nowa Sól (B)            | 22  |   |   |   | 111    | 34     | +77   | 39   | Baraże do III ligi      |
| 2      | Unia Gorzów Wielkopolski (B) | 22  |   |   |   | 68     | 20     | +48   | 37   | Baraże do III ligi      |
| 3      | GWKS Żagań                   | 22  |   |   |   | 75     | 35     | +40   | 33   |                         |
| 4      | Gwardia Krosno Odrzańskie    | 22  |   |   |   | 60     | 54     | +6    | 24   |                         |
| 5      | Spójnia Świebodzin           | 22  |   |   |   | 47     | 46     | +1    | 24   |                         |
| 6      | Kolejarz Zbąszynek           | 22  |   |   |   | 52     | 59     | -7    | 23   |                         |
| 7      | Gwardia Zielona Góra         | 22  |   |   |   | 58     | 75     | -17   | 18   |                         |
| 8      | Ogniwo Sulechów              | 22  |   |   |   | 43     | 53     | -10   | 17   |                         |
| 9      | LZS Babimost                 | 22  |   |   |   | 47     | 74     | -27   | 16   |                         |
| 10     | Unia Iłowa (S)               | 22  |   |   |   | 43     | 69     | -26   | 15   | Spadek do niższej klasy |
| 11     | Gwardia Zielona Góra (S)     | 22  |   |   |   | 36     | 71     | -35   | 11   | Spadek do niższej klasy |
| 12     | Spójnia Gubin (S)            | 22  |   |   |   | 24     | 74     | -50   | 7    | Spadek do niższej klasy |
| Tabela | Tabela                       | 264 |   |   |   | 664    | 664    |       | 264  |                         |

## Baraże o III ligę

### Baraże okręgów białostockiego-olsztyńskiego-warszawskiego
| Lp. | Drużyna               | M | Z | R | P | Bramki | Bramki | Różn. | Pkt. | Uwagi             |
| --- | --------------------- | - | - | - | - | ------ | ------ | ----- | ---- | ----------------- |
| 1   | Stal PZO Warszawa (A) | 6 | 5 | 0 | 1 | 15     | 7      | +8    | 10   | Awans do III ligi |
| 2   | Włókniarz Żyrardów    | 6 | 4 | 1 | 1 | 12     | 7      | +5    | 9    |                   |
| 3   | Kolejarz Ełk          | 6 | 1 | 1 | 4 | 11     | 11     | 0     | 3    |                   |
| 4   | Kolejarz Ostróda      | 6 | 1 | 0 | 5 | 7      | 20     | -13   | 2    |                   |

| Lp. | Drużyna             | M | Z | R | P | Bramki | Bramki | Różn. | Pkt. | Uwagi             |
| --- | ------------------- | - | - | - | - | ------ | ------ | ----- | ---- | ----------------- |
| 1   | Ogniwo Warszawa (A) | 6 |   |   |   | 15     | 4      | +11   | 9    | Awans do III ligi |
| 2   | Gwardia Kętrzyn     | 6 |   |   |   | 9      | 6      | +3    | 8    |                   |
| 3   | Stal Ursus          | 6 |   |   |   | 14     | 12     | +2    | 5    |                   |
| 4   | Budowlani Sokółka   | 6 |   |   |   | 4      | 20     | -16   | 2    |                   |

### Baraże okręgów lubelskiego-rzeszowskiego
| Lp. | Drużyna               | M | Z | R | P | Bramki | Bramki | Różn. | Pkt. | Uwagi             |
| --- | --------------------- | - | - | - | - | ------ | ------ | ----- | ---- | ----------------- |
| 1   | Stal Stalowa Wola (A) | 6 | 5 | 0 | 1 | 25     | 5      | +20   | 10   | Awans do III ligi |
| 2   | Gwardia Rzeszów (A)   | 6 | 4 | 1 | 1 | 14     | 6      | +8    | 9    | Awans do III ligi |
| 3   | Gwardia Chełm         | 6 | 2 | 1 | 3 | 8      | 10     | -2    | 5    |                   |
| 4   | Kolejarz Lublin       | 6 | 0 | 0 | 6 | 4      | 30     | -26   | 0    |                   |

### Baraże okręgów poznańskiego-gorzowskiego-szczecińskiego
- Czarni Szczecin i GWKS Poznań wycofały się z baraży

| Lp. | Drużyna               | M | Z | R | P | Bramki | Bramki | Różn. | Pkt. | Uwagi             |
| --- | --------------------- | - | - | - | - | ------ | ------ | ----- | ---- | ----------------- |
| 1   | Kolejarz Kępno        | 6 |   |   |   | 10     | 4      | +6    | 10   | Awans do III ligi |
| 2   | Unia Gorzów Wlkp.     | 6 |   |   |   | 17     | 5      | +12   | 10   | Awans do III ligi |
| 3   | Stal Nowa Sól         | 6 |   |   |   | 7      | 15     | -8    | 2    |                   |
| 4   | Kolejarz Stargard Sz. | 6 |   |   |   | 5      | 17     | -12   | 2    |                   |

### Baraże okręgów wrocławskiego-opolskiego
| Lp. | Drużyna                 | M | Z | R | P | Bramki | Bramki | Różn. | Pkt. | Uwagi             |
| --- | ----------------------- | - | - | - | - | ------ | ------ | ----- | ---- | ----------------- |
| 1   | Unia Racibórz           | 6 |   |   |   |        |        |       | 9    | Awans do III ligi |
| 2   | Stal Świdnica           | 6 |   |   |   |        |        |       | 8    | Awans do III ligi |
| 3   | Budowlani Ząbkowice Śl. | 6 |   |   |   |        |        |       | 5    |                   |
| 4   | Unia Kluczbork          | 6 |   |   |   |        |        |       | 2    |                   |